# Federação Matogrossense de Futsal
La Federação Matogrossense de Futsal (conosciuta con l'acronimo di FMFS) è un organismo brasiliano che amministra il calcio a 5 nella versione FIFA per lo stato del Mato Grosso.
Fondata il 24 marzo 1979, la FMFS ha sede nel capoluogo Cuiabá ed ha come presidente Francisco Xavier da Cunha. La sua selezione non ha mai vinto il Brasileiro de Seleções de Futsal, e non è mai giunta sul podio della medesima competizione.